# Blacksta, Kil

Blacksta är en mindre by i Kils socken, Örebro kommun, Närke, 12 kilometer väster om Örebro centrum.
Byn ligger i ett jordbrukslandskap mellan Närkes Kil, Frösvidal och sjön Tysslingen. I utkanten av byn rinner vattendraget Blackstaån.
Namnet Blacksta omnämns i bevarade dokument första gången år 1415 eller 1429, men namnet är mycket äldre än så. Ortnamn med ändelsen -sta har tillkommit någon gång mellan tideräkningens början och år 600. Ortnamnet skrevs först Blaxtum, sedan Blaxsta. Black betyder ljus eller färglös, vilket kan avse jordmånen.